# Vlado Tchernozemski
Velitchko Dimitrov Kerin (translittération internationale : Veličko Dimitrov Kerin, en bulgare : Величко Димитров Керин), plus connu sous le nom de Vlado Gueorguiev Tchernozemski (translittération internationale : Vlado Georgiev Černozemski, en bulgare : Владо Георгиев Черноземски) ou le surnom « Vlado le chauffeur » (Vlado Šofjora, en bulgare : Владо Шофьора), né le 19 octobre 1897 à Kamenica (aujourd’hui Velingrad, Bulgarie) et mort le 10 octobre 1934 à Marseille (France), est un révolutionnaire bulgare, membre de l’Organisation révolutionnaire intérieure macédonienne (VMRO). Il est surtout connu pour l'assassinat du roi de Yougoslavie Alexandre Ier à Marseille le 9 octobre 1934. Il meurt lui-même le lendemain de blessures reçus peu après le régicide.

## Biographie
Fils de Dimităr Kerin et Risa Baltadjieva, Vlado Tchernozemski, (du bulgare černa zemja « terre noire »), est né en 1897 dans le village de Kamenitsa, dans la vallée de Tchepino, située dans les Rhodopes occidentales (aujourd’hui quartier de Velingrad, Bulgarie), où il fréquente les trois classes de l'école primaire.

### Débuts dans la VMRO
Il devient membre de l'Organisation révolutionnaire intérieure macédonienne (ORIM ou VMRO) en 1922 alors qu'il séjourne dans la ville de Kyoustendil dans l'ouest de la Bulgarie. À l'époque, la VMRO revendique notamment le rattachement à la Bulgarie des territoires macédoniens rattachés à la Yougoslavie. Tchernozemski fait partie du détachement (četa) du voïvode (commandant) Ivan Bărljo. Il entre en Macédoine yougoslave et participe à plus de 15 attaques armées contre la police et la gendarmerie.

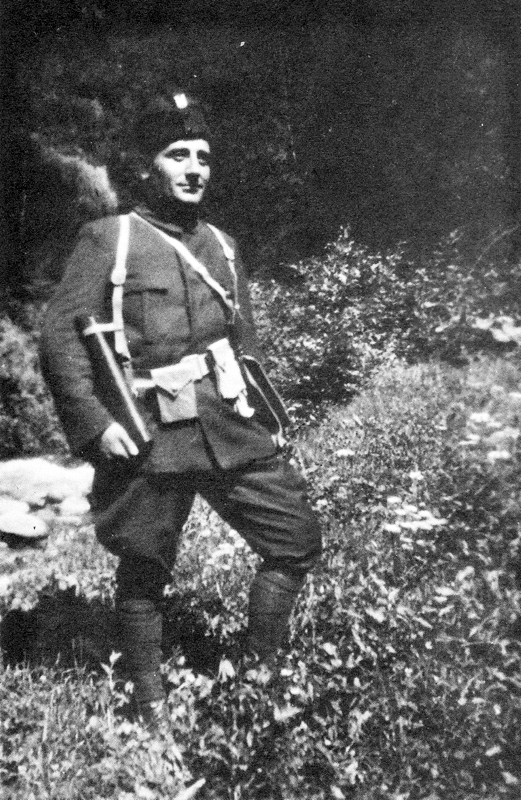
Vlado Černozemski en uniforme d'Oustachis (1932).

### Carrière avant 1934
Il se fait connaître comme l'un des meilleurs tireurs de la VMRO et comme un militant discipliné et peu scrupuleux, l'un des mieux entraînés de l'organisation. Il commence alors une carrière de révolutionnaire, commettant des attentats sous divers pseudonymes (Georgiev, Stopyanov, Dimitrov). En 1927, il propose au comité central de la VMRO de s'introduire dans le palais Wilson de la Société des Nations afin d’y commettre un attentat-suicide destiné à attirer l'attention de l'organisation internationale sur le sort des Bulgares de Macédoine du Vardar, attentat qui n'est jamais réalisé. La direction de la VMRO, conduite par Ivan Mihajlov, lui confie un grand nombre d'attentats, dont, en 1924, l'assassinat du représentant national du Parti communiste bulgare, Dimo Hadžidimov en 1924, après lequel il est arrêté, mais parvient à s'enfuir, vraisemblablement grâce à des complicités dans la police. Il est condamné à mort par contumace par le tribunal de Sofia en 1928 (cette sentence est annulée le 14 janvier 1932 par la cour d'appel de Sofia en vertu de la loi du 5 janvier 1932). En 1930, il assassine à Sofia Naum Tomalevski, nationaliste bulgaro-macédonien concurrent. Il est arrêté et emprisonné à la suite de l'attentat. En 1931, il est condamné à la prison à vie mais bénéficie de la loi d'amnistie du 5 janvier 1932 décidée par le gouvernement de Nikola Mushanov et est libéré peu après.
Ses traces se perdent ensuite. La VMRO fait croire qu'il est assassiné par ordre de sa direction. Selon les informations rassemblées par la police bulgare, il a en fait été envoyé comme instructeur auprès d'Ante Pavelić, chef du mouvement croate des Oustachis, alors en fuite. En effet, la VMRO entretient depuis quelques années des relations étroites avec ce mouvement. Il est de nouveau recherché par la police bulgare (ainsi qu'Ivan Mihajlov) après l'adoption en 1934 par le parlement d'une loi sur la sécurité de l'État.

### Attentat de Marseille
Le 9 octobre 1934 à Marseille, Tchernozemski, sous le nom d'emprunt de Petrus Kelemen, abat le roi de Yougoslavie Alexandre Ier de plusieurs balles de pistolet, et il blesse aussi le général Alphonse Georges. Dans la confusion qui s'ensuit, Louis Barthou est accidentellement touché au bras par un tir de la police, dont il décède peu après faute de soins appropriés. Černozemski lui est aussi blessé par plusieurs tirs de la police et à coups de sabre par un officier cavalier de l'escorte. Emporté par la police, il meurt 20 heures après le régicide et est enterré dans un endroit tenu secret.

## Polémiques historiographiques
Les commanditaires véritables de l'attentat, qui donne lieu à de nombreux mythes historiques, restent dans l'ombre. On ne sait pas, en effet, si Černozemski a agi sur ordre de la VMRO ou des Oustachis. D'aucuns supposent également une manipulation des services secrets allemands. La République démocratique allemande a ainsi mené en 1957-1958 une campagne contre Hans Speidel, alors commandant en chef des troupes terrestres de l'OTAN et attaché militaire à Paris au moment des faits, en 1934, l'accusant d'avoir été le commanditaire de l'attentat. Ainsi, un documentaire d'Andrew et Annelie Thorndike produit par la DEFA, Operation Teutonenschwert (1957) accrédite cette thèse non prouvée, qui est contestée dès les années 1950 en Europe de l'Ouest, mais est restée populaire dans les pays de l'ancien bloc de l'Est, en particulier en Bulgarie. Le chef de la VMRO, Ivan Mihajlov, nie jusqu'à la fin de sa vie (il est mort en 1990) toute implication des services secrets allemands ou soviétiques dans l'attentat, qu'il considère comme une juste punition de la politique d'Alexandre Ier : « L'opération conduite par lui (Vlado Černozemski) à Marseille ne peut pas être qualifiée d'assassinat. Cela est parfaitement clair pour tous ceux qui connaissent le régime du roi Alexandre et les projets de Belgrade. En fait, l'assassin, c'était Alexandre et la politique de Belgrade. Vlado a seulement joué le rôle d'exécutant de la peine qui, à travers des milliers de malédictions, des fleuves de larmes et de sang, avait été prononcée contre lui par toutes les nations – les Bulgares de Macédoine, les Croates, les Albanais comme des millions d'autres habitants mécontents des villes et des campagnes parmi les autres nationalités de cet État, dont bon nombre de Serbes. »
En Macédoine comme en Bulgarie, l'assassin du 9 octobre 1934 semble être l'objet d'un étrange culte dans certains milieux nationalistes : en octobre 2000, les députés de l'Organisation révolutionnaire macédonienne intérieure - Parti démocratique pour l'unité nationale macédonienne (VMRO-DPMNE) du parlement de Skopje participent à une cérémonie religieuse à la mémoire de Černozemski.